# L'Alarme (film)
Pour les articles homonymes, voir L'Alarme et Alarme.
Ne doit pas être confondu avec From the Ashes.
Pour plus de détails, voir Fiche technique et Distribution.
L'Alarme (From the Ashes) est un film dramatique saoudien  écrit et réalisé par Khaled Fahed et sorti en 2024. 
L'histoire tourne autour d'un mystérieux incendie dans une école de filles très stricte, soulevant des questions sur son origine : accidentelle ou criminelle.

## Fiche technique
Sauf indication contraire, les informations mentionnées dans cette section peuvent être confirmées par la base de données cinématographiques IMDb,  présente dans la section « Liens externes ».
- Titre original : From the Ashes
- Titre français : L'Alarme
- Réalisation : Khaled Fahed
- Scénario : Abdulhakeem Hakeem
- Photographie : Abdelsalam Moussa
- Montage : Ashraf El Kholy
- Musique : Suad Bushnaq (en)
- Production : Muhammad Alawi, Ayman Jamal, Faisal Baltyuor (simple) (producteur exécutif)
- Sociétés de production :
- Pays de production : Arabie saoudite
- Langue originale : arabe
- Format : couleur
- Genre : drame
- Durée : 90 minutes
- Dates de sortie[1] :
  - Netflix : 18 janvier 2024

## Distribution
Sauf indication contraire, les informations mentionnées dans cette section peuvent être confirmées par la base de données cinématographiques IMDb,  présente dans la section « Liens externes ».
- Alshaima'a Tayeb :
- Khairia Abu Laban (ar) :
- Adwa Fahad :
- Darin Al Bayed :
- Aesha Al Refai :
- Wafa Wafi : Heba
- Sumaiah Alabdulwahab : Um Amira
- Hamss Bandar : Rana
- Aisha Al Rifaie (ar) : Marzoogah
- Amal Sami : Amira (comme Amal Samie)

## Récompenses et distinctions
Sauf indication contraire, les informations mentionnées dans cette section peuvent être confirmées par la base de données cinématographiques IMDb,  présente dans la section « Liens externes ».
- (en) L'Alarme: Awards, sur l'Internet Movie Database